# Walerij Kałmykow
Walerij Dmitrijewicz Kałmykow (ros. Вале́рий Дми́триевич Калмыко́в, ur. 15 sierpnia?/28 sierpnia 1908 w Rostowie nad Donem, zm. 22 marca 1974 w Moskwie) – radziecki polityk, Bohater Pracy Socjalistycznej (1961).

## Życiorys
Od 1924 był elektromonterem, w 1929 ukończył technikum industrialne, po czym przeniósł się do Moskwy, gdzie pracował w fabryce jako majster, szef odlewni i inżynier. W 1934 zaocznie ukończył Moskiewski Instytut Energetyczny, od 1935 był inżynierem konstruktorem, od 1938 głównym konstruktorem, a od 1942 dyrektorem Instytutu Naukowo-Badawczego Przemysłu Stoczniowego w Moskwie. Od 1942 należał do WKP(b), od 1949 szef 4 Głównego Zarządu Ministerstwa Przemysłu Stoczniowego ZSRR, w latach 1951–1954 zastępca szefa Trzeciego Urzędu Planowego przy Radzie Ministrów ZSRR, kierował realizacją państwowego programu obronnego, w tym przygotowaniami do obrony potencjalnego ataku jądrowego na ZSRR. Od stycznia 1954 do grudnia 1957 minister przemysłu radiotechnicznego ZSRR, od grudnia 1957 do marca 1963 przewodniczący Państwowego Komitetu Rady Ministrów ZSRR ds. Radioelektroniki – Minister ZSRR, od marca 1963 do marca 1965 przewodniczący Państwowego Komitetu ds. Radioelektroniki ZSRR – Minister ZSRR, następnie do śmierci minister przemysłu radiowego ZSRR. W latach 1956–1961 zastępca członka, następnie członek KC KPZR. Deputowany do Rady Najwyższej ZSRR od 5. do 8. kadencji (1958–1974). Pochowany na Cmentarzu Nowodziewiczym.

## Odznaczenia i nagrody
- Medal Sierp i Młot Bohatera Pracy Socjalistycznej (17 czerwca 1961)
- Order Lenina (siedmiokrotnie – 10 kwietnia 1945, 20 kwietnia 1956, 21 grudnia 1957, 27 sierpnia 1958, 17 czerwca 1961, 29 lipca 1966 i 25 października 1971)
- Order Rewolucji Październikowej (28 sierpnia 1968)
- Nagroda Stalinowska (dwukrotnie – 1949 i 1952)
- Medal „Za pracowniczą dzielność” (2 października 1950)

I medale.